# John Brademas
John Brademas, né le 2 mars 1927 à Mishawaka dans l'Indiana et mort le 11 juillet 2016 à Manhattan, est un homme politique, enseignant et physicien américain.

## Biographie
John Brademas est le 13e président de l'université de New York entre 1981 et 1992. Il est crédité à ce poste à partir de 1984 d'avoir organisé une levée de fonds ayant rapporté un milliard de dollars à l'université sur une période de dix ans.
En 1982, il est lauréat du prix James-Bryant-Conant. En 2001, il reçoit le Democracy Award de la National Endowment for Democracy.

## Œuvres
- (en) Revolution and social revolution;: A contribution to the history of the anarcho-syndicalist movement in Spain, 1930-1937, 1953
- (en) Friends of freedom, Ball State University (1979)
- (en) Washington, D.C. to Washington Square, Weidenfeld & Nicolson (1986)
- (en) The Politics of Education: Conflict and Consensus on Capitol Hill (The Julian J. Rothbaum Distinguished Lecture Series) , University of Oklahoma Press (2002)